# Cycle nasal

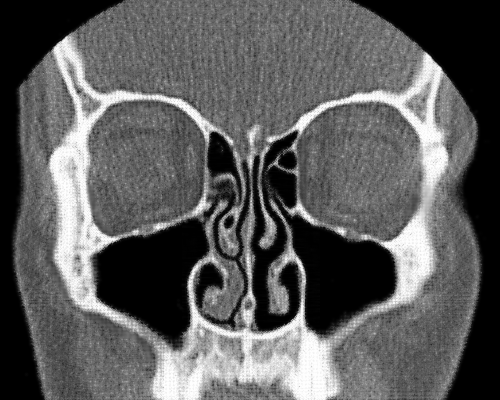
Un scanner montrant des preuves du cycle nasal : les voies respiratoires les plus ouvertes se trouvent à droite de l'image, les cornets gonflés congestionnent la gauche.

Le cycle nasal est l'alternance inconsciente d'une congestion (ou gonflement) et d'une décongestion (ou dégonflement) partielles des fosses nasales chez l'homme et d'autres animaux,,,. Il en résulte un débit d'air plus important dans une narine avec une alternance périodique entre les narines. Il s'agit d'une congestion physiologique des cornets nasaux due à l'activation sélective d'une moitié du système nerveux autonome par l'hypothalamus. Elle ne doit pas être confondue avec l'obstruction nasale.

## Description
Dans la littérature occidentale moderne, elle a été décrite pour la première fois par le médecin allemand Richard Kayser en 1895.

## Bienfaits

### Pour la respiration
Il a été démontré que les cils du côté congestionné suspendent leur motilité jusqu’à ce que ce côté se décongestionne. Ainsi, le cycle garantit qu'un côté du nez est toujours humide ce qui facilite l'humidification, qui est l'une des trois fonctions du nez, les deux autres étant la filtration et le réchauffement de l'air inspiré avant son entrée dans les poumons.

### Pour l'odorat
Certaines odeurs chimiques se lient facilement aux récepteurs olfactifs, même dans des conditions de flux d'air élevé, tandis que d'autres odeurs nécessitent plus de temps, dans des conditions de faible flux d'air, pour se lier aux récepteurs. Avec un flux d'air élevé d'un côté et un flux d'air plus faible de l'autre, le centre olfactif détecte une plus grande gamme d'odeurs,,,.